# Сан-Мартино-даль-Арджине
Сан-Мартино-даль-Арджине (итал. San Martino dall'Argine) — коммуна в Италии, располагается в регионе Ломбардия, в провинции Мантуя.
Население составляет 1857 человек (2008 г.), плотность населения составляет 109 чел./км². Занимает площадь 17 км². Почтовый индекс — 46010. Телефонный код — 0376.
Покровителями коммуны почитаются святитель Мартин Турский и святой Омобон, празднование 13 ноября.
В коммуне имеется приходской храм святых Фабиана и Севастьяна. 

## Демография
Динамика населения:

## Администрация коммуны
- Официальный сайт: http://www.comune.sanmartinodallargine.mn.it/